# Bedevaart in het boeddhisme
Tijdens een bedevaart in het boeddhisme kunnen verschillende devotionele activiteiten ondernomen worden. De bekendste bedevaartsplaatsen liggen veelal in India, maar ook de diverse boeddhistische landen hebben vaak hun eigen bedevaartsplaatsen.

## Devotionele activiteiten op de plaats van bedevaart
Op de plaats van bedevaart kunnen de volgende devotionele activiteiten ondernomen worden:
- het betuigen van respect aan de Boeddha, Dharma en Sangha door driemaal te buigen.
- het maken van een offer van bijvoorbeeld kaarsen, bloemen en wierook.
- het drie maal met de klok mee rondom een stoepa lopen.
- het maken van een voornemen of uiten van een intentie.
- het herinneren van de gebeurtenissen die in de betreffende plaats plaatsvonden.
- het herinneren van toespraken die op de betreffende plaats gegeven zijn.
- het contempleren van een aspect of onderdeel van de leer van de Boeddha.
- mediteren.

## Bedevaartsplaatsen
Theravadaboeddhisten bezoeken graag de volgende typen plaatsen:
- De 4 belangrijkste bedevaartsplaatsen verbonden met het leven van de Boeddha in Noord-India (waarvan er één in het huidige Nepal ligt).
- Oude steden en kloosters waar de Boeddha tijd heeft doorgebracht.
- Diverse andere belangrijke bedevaartsplaatsen in de traditionele boeddhistische landen.

### India
In het Noorden van India bevinden zich de vier belangrijkste bedevaartplaatsen in het Boeddhisme. Deze zijn: (in orde van belang):
- Bodhgaya (plaats van verlichting; plaats waar de belangrijkste bodhiboom staat)
- Sarnath (plaats van eerste lering)
- Kushināgara (plaats van Parinibbana of het overlijden van de Boeddha)
- Lumbini (De plaats van geboorte; deze plaats ligt in Nepal, dicht tegen de grens met India)

Overige bedevaartsplaatsen in India:
- Savatthi (Hoofdstad van het koninkrijk Kosala, met het Jetavana klooster)
- Rajagaha (Hoofdstad van het koninkrijk Magadha)
- Vesali (Hoofdstad van de Licchavi, één de volken van de confederatie van de Vajji.)
- Kapilavatthu (Hoofdstad van de sakya's, waartoe de Boeddha behoorde)
- Sanchi (oude stad)
- Nalanda (oude plaats met (recenter) tempelcomplex)
- Ajanta (grotkloosters uit de periode 100 tot 800 n.Chr.)
- Ellora (grotkloosters uit de periode 100 tot 800 n.Chr.)

### China
- Grotten van Yungang
- Grotten van Longmen
- Grote Boeddha van Leshan
- Emei Shan (heilige berg) en Tien richtingen Samantabhadra Bodhisattva
- Jiuhua Shan (heilige berg)
- Putuo Shan (heilige berg)
- Wutai Shan (heilige berg)
- Spring Temple Boeddha
- Nanshan Haishang Guanyin
- Grand Boeddha at Ling Shan
- Guanyin van Xiqiao Shan
- Guanyin van Lianhuashan
- Rong Xian Boeddha
- Binglingtempel en Maitreya Boeddha

#### Taiwan
- Great Standing Maitreya Buddha
- Pu Hsientempel

#### Hongkong
- Tian Tan Boeddha

#### Tibet

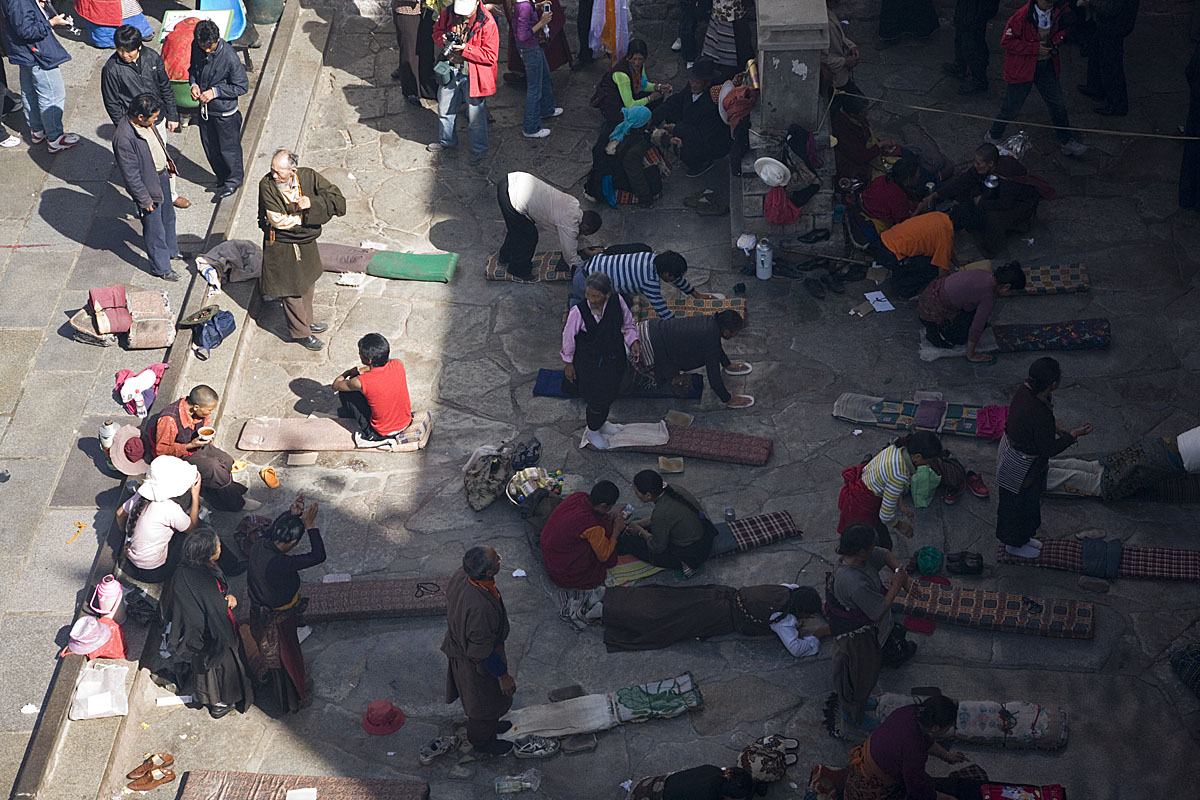
In de Barkhorstraat bij de Jokhangtempel

- Kailash (meest heilige berg) Ook voor Hindoes, Jaïns en Bönpo
- Lhasa (heilige stad)
  - Potala (paleis)
  - Jokhang (tempel)
  - Drepung (tempel)
- Tashilhunpo en Toling (grotendeels vernietigd. Klooster van pänchen lama)
- Dzachuka (mani-stenen)
- Mansarovar (meer bij Kailash)

Amdo (noordoost Tibet, tegenwoordig Qinghai - toestemming moeilijk)
- Gyanak Mani (mani-stenen)

Kham (zuidoost Tibet, tegenwoordig Sichuan - bijna niet toegankelijk voor buitenlanders)
- Rudam vallei (heilig gebied)

### Sri Lanka
- Polonnaruwa (oude stad)
- Anurādhapura (oude stad)
- Kandy (tempel van de tand van de Boeddha)
- Adam's Peak (heilige berg)
- Katharagama (heiligdom)

### Thailand
- Smaragden Boeddha in Wat Phra Kaew (voornaamste Boeddha beeld in Thailand)
- Ayutthaya (oude hoofdstad met veel tempelruïnes)
- Sukhothai (oude hoofdstad met veel tempelruïnes)

### Myanmar
- Schwedagonpagode (belangrijkste stoepa in het land)
- Sagain Hills (heuvel met honderden kloosters)
- Pagan (oude stad)
- Gouden Rots

### Laos
- Pha Bang (voornaamste Boeddhabeeld in Laos)
- Luang Prabang

### Indonesië
- Borobudur (oude stoepa)